# Gmina Greenfield (hrabstwo Adair)
Gmina Greenfield (ang. Greenfield Township) – gmina w USA, w stanie Iowa, w hrabstwie Adair. Według danych z 2000 roku gmina miała 2 212 mieszkańców.